# Samson Ebukam
Nnamka Samson Ebukam (9 maggio 1995) è un giocatore di football americano nigeriano che milita nel ruolo di linebacker per gli Indianapolis Colts della National Football League (NFL).

## Carriera

### Los Angeles Rams
Ebukam al college giocò a football alla Eastern Washington University dal 2013 al 2016. Fu scelto dai Los Angeles Rams nel corso del quarto giro (125º assoluto) del Draft NFL 2017. Debuttò come professionista subentrando nella gara del primo turno contro gli Indianapolis Colts mettendo a segno 3 tackle. Nella sua stagione da rookie disputò tutte le 16 partite, 2 delle quali come titolare, con 31 tackle, 2 sack e un fumble forzato.
Nell'undicesimo turno della stagione 2018 Ebukam fu premiato come difensore della NFC della settimana per la sua prestazione nella vittoria del Monday Night Football, dopo avere segnato 2 touchdown su palle perse degli avversari nel 54-51 finale. Ebukam ritornò un  fumble dopo un sack forzato da Aaron Donald dopo di che riportò in meta un proprio intercetto su Patrick Mahomes. Contribuì inoltre a un altro intercetto del compagno Marcus Peters nel finale colpendo il braccio di Mahomes mentre stava lanciando. Nei playoff, i Rams batterono i Cowboys e i Saints, qualificandosi per il loro primo Super Bowl dal 2001, perso contro i New England Patriots..

### San Francisco 49ers
Nel marzo del 2021 Ebukam firmò con i San Francisco 49ers un contratto biennale del valore di 12 milioni di dollari.
Nel divisional round dei playoff 2022 Ebukam mise a segno l'unico sack della sua squadra nella vittoria per 19-12 sui Dallas Cowboys.

### Indianapolis Colts
Il 14 marzo 2023 Ebukam firmò con gli Indianapolis Colts un contratto triennale del valore di 27 milioni di dollari.

## Palmarès

### Franchigia
- National Football Conference Championship: 1

Los Angeles Rams: 2018

### Individuale
- Difensore della NFC della settimana: 1

11ª del 2018